# Annie Russell Maunder
Annie Russell Maunder   (Strabane, 14 d'abril de 1868 - Wandsworth i Londres, 15 de setembre de 1947) nascuda com Annie de Scott Dill Russell, fou una astrònoma i matemàtica irlandesa. Els seus pares van ser Hessy Nesbitt Dill i William Andrew Russell, ministre de l'Església presbiteriana a Strabane fins a 1882.

## Formació
Annie va cursar la secundària al Ladies Collegiate School de Belfast, escola que l'any 1887 es convertiria en el Victoria College. En aquest període va guanyar diversos premis i beques d'estudi. L'any 1889 es va graduar en matemàtiques a la Universitat de Cambridge (Girton College). Tot i així, no va rebre el títol de graduació, ja que a Anglaterra en aquella època les dones no tenien reconegudes les titulacions universitàries.

## Recerca astronòmica

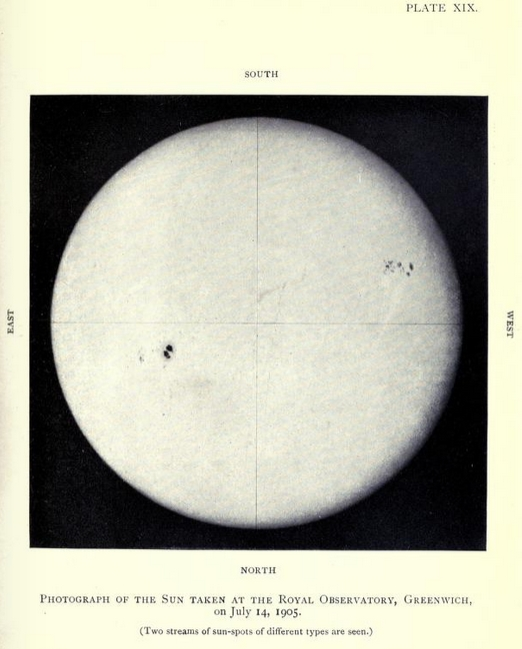
Fotografia del sol feta per Annie de Scott Dill Maunder el 14 de juliol de 1905

L'any 1891 Annie Russell va acceptar una feina en el departament solar del Royal Greenwich Observatory a canvi d'un salari de 4 lliures mensuals. Aquest departament va ser creat l'any 1873 amb l'objectiu de fotografiar el sol. Annie Russell va ser batejada amb el malnom de Lady Computer, un àlies despectiu que en l'àmbit científic de l'època es reservava per als adolescents i per a les dones sense formació universitària.[I]
En aquesta època Annie Russell va començar a col·laborar amb l'astrònom anglès Edward Walter Maunder, amb qui va passar molt de temps fotografiant el sol. El 1884, un màxim d'activitat solar va originar un gran nombre de taques solars i ambdós varen tenir l'oportunitat d'imprimir, desenvolupar i analitzar un gran nombre de plaques fotogràfiques.

## El matrimoni Maunder
El 28 de desembre de 1895 Annie i Edward es van casar i Annie Russell es va convertir en la senyora Annie Russell Maunder. No van tenir fills, tot i que Edward en tenia cinc, fruit d'un matrimoni anterior.[II]
En casar-se, Annie Russell Maunder va haver de renunciar a la feina en el Royal Greenwich Observatory a causa de les restriccions imposades a les dones casades que treballaven en el servei públic. No obstant això, els dos membres de la parella Maunder van continuar col·laborant.

## Fites assolides

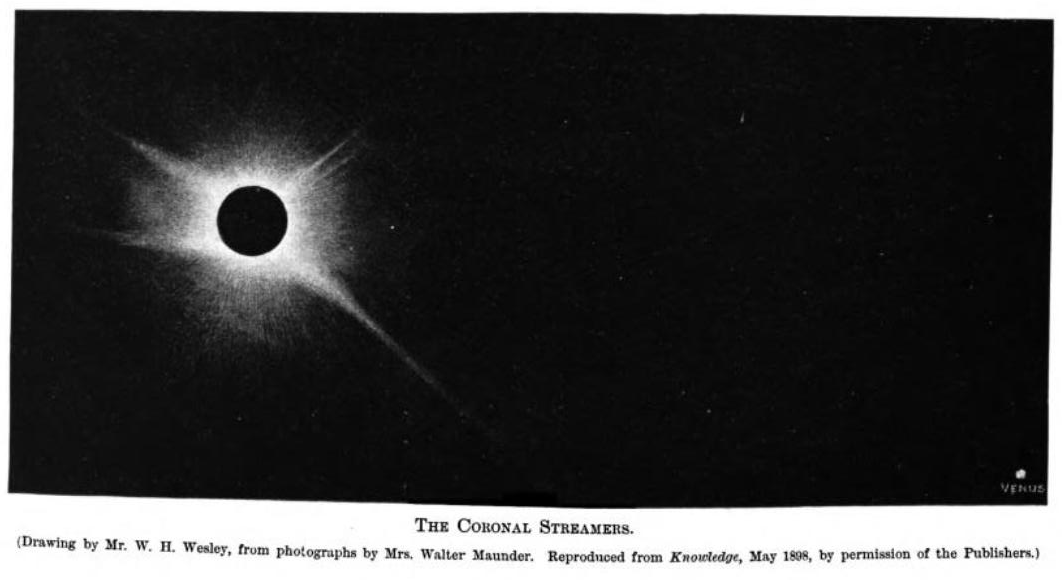
Eclipsi solar, 22 de gener de 1898

El matrimoni Maunder va organitzar moltes expedicions per observar eclipsis solars. El 1897 Annie Russell Maunder va rebre una subvenció del Girton College gràcies a la qual va poder adquirir una càmera d'enfocament curt, amb una lent d'1,5 polzades, que ella va començar a portar a les expedicions. Aquesta càmera es va emprar per a fotografiar la corona solar exterior del sol des de l'Índia en un eclipsi de l'any 1898. Annie Russell Maunder va ser considerada una experta en la fotografia d'eclipsis.
Una de les seves aportacions més conegudes va ser mostrar la correlació directa entre el nombre de taques solars, el geomagnetisme i el clima de la Terra.
Junt amb el seu marit varen identificar un període entre 1645 i 1715 durant el qual les taques solars gairebé van desaparèixer. Avui en dia aquest període es coneix com el mínim de Maunder. A més, també varen relacionar aquest període amb l'anomenada Petita Edat de Gel.

## Treball posterior
El 1892, Russell Maunder va ser cofundadora de la British Astronomical Association i durant molts anys va ser directora de la revista de la BAA.
El 1908, va escriure un llibre, El cel i la seva història, en col·laboració amb el seu marit, però el llibre va ser publicat sota el nom d'Edward Maunder com a autor principal. El llibre conté fotografies fetes per ella del Sol i de la Via Làctia.
Annie Russell Maunder va tornar al Royal Greenwich Observatory com a voluntària durant la Primera Guerra Mundial i hi treballà des de 1915 fins a 1920. Moltes de les seves observacions van ser publicades en revistes populars sota el nom del seu marit abans que no fossin reconeguts definitivament els seus mèrits.
Un altre centre d'interés del seu treball va ser l'origen de les constel·lacions. El seu últim article (1936) era una revisió de la data estimada en què se situava l'origen de les constel·lacions i que Russell Maunder va ressituar en el 2900 aC.

## Reconeixement

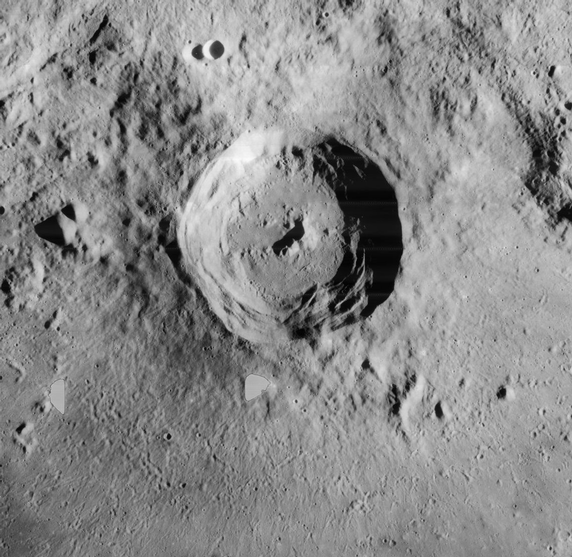
Imatge del cràter lunar Maunder

El 1916, es va convertir en la primera dona elegida membre de la Royal Astronomical Society de Londres, vint anys després d'haver estat proposada com a tal el 1896.
La Unió Astronòmica Internacional va batejar un cràter de la Lluna i un altre de Mart amb el nom de Maunder.
La historiadora Marilyn Bailey Ogilvie en un dels seus articles dedicat a les dones britàniques astrònomes de finals del segle xix i principis del XX, i centrat en la figura d'Annie Russell Maunder, proposa per a la pràctica científica de totes aquelles dones la categoria d'amateur per obligació, ja que a diferència dels seus companys homes no van poder triar l'astronomia com a professió. Algunes d'aquelles dones es van professionalitzar quan van tenir-ne l'oportunitat, però una majoria d'elles, en ser excloses de la ciència professional, van emprar el seu talent per a promoure la importància de la ciència amateur.